# Amir kabir
Amir kabir ('gran emir') fou un títol mameluc que es donava a tots els que havien servit molts anys a l'estat.
Hi havia un gran nombre d'amirs que portaven el títol d'amir kabir. El 1352 el títol va quedar reservat al comandant en cap del regne (atabak al-asakir) i en endavant va esdevenir el títol normal del comandant en cap a més del propi del seu càrrec.